# With a License to kill
With a License to Kill är ett musikalbum från 2011  av sångaren Freddie Wadling som innehåller covers av låtar från James Bond-filmer. Det spelades in i Panorama Studios i Göteborg och släpptes den 4 november 2011.  Den blev nominerad till en Grammis för årets bästa jazzalbum, men vann inte.

## Låtlista
1. You Only Live Twice	       (Bricusse, Barry)
2. License To Kill	           (Cohen, Walden, Afanasieff)
3. The World Is Not Enough	   (Arnold, Black)
4. Goldeneye                  (Bono, The Edge)
5. Secret Agent Man           (Sloan, Barri) (Från TV-serien Danger Man 1960-68)
6. Diamonds Are Forever       (Barry, Black)
7. Another Way To Die	       (White)
8. Goldfinger	               (Barry, Bricusse, Newley)
9. From Russia With Love	   (Barry, Bart, Norman)
10. Live And Let Die (McCartney, McCartney)
11. A View To A Kill 	       (Barry, Duran Duran)
12. Tomorrow Never Dies	       (Crow, Froom)
13. We Have All The Time In The World    (Barry, David)

## Medverkande
- Freddie Wadling – sång
- Sebastian Öberg – cello
- Per "Ruskträsk" Johansson – saxofon, klarinett,
- Christian Olsson – slagverk, gitarr
- Goran Kajfes – trumpet